# Chaethippus mellinus
Chaethippus mellinus är en tvåvingeart som först beskrevs av Becker 1912.  Chaethippus mellinus ingår i släktet Chaethippus och familjen fritflugor.
Artens utbredningsområde är Peru. Inga underarter finns listade i Catalogue of Life.